# Chute du Nervion

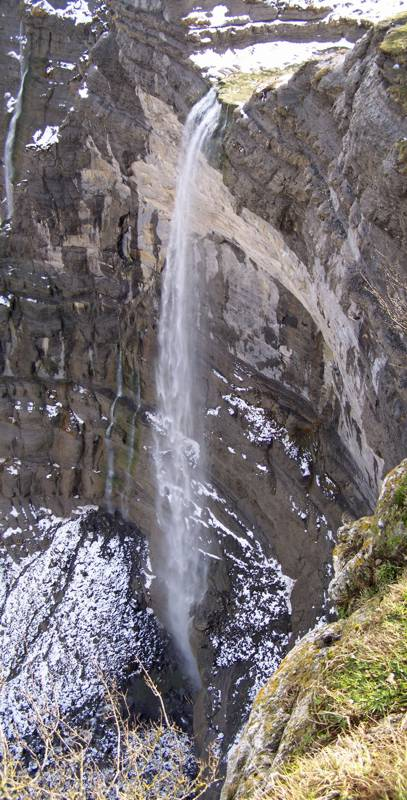
Chute du Nervion en hiver.

La chute du Nervion ou la chute de Delika est la chute d'eau la plus haute de la péninsule Ibérique avec 222 m de hauteur.
Elle se trouve à moins de deux kilomètres en aval (au nord) de la confluence des rivières Iturrigutxi (Guiturri), Ajiturri et Urita, nées entre les massifs de Gillarte et Gibijo et qui forment le rio Delika. Elle se jette dans le canyon de Delika.
Elle est située dans la province d'Alava, entre les municipalités de Cuartango et Amurrio. En raison de sa valeur géologique, elle a été reconnue comme un lieu d'intérêt géologique englobant les municipalités de Cuartango, Amurrio et Urcabustaiz,. 

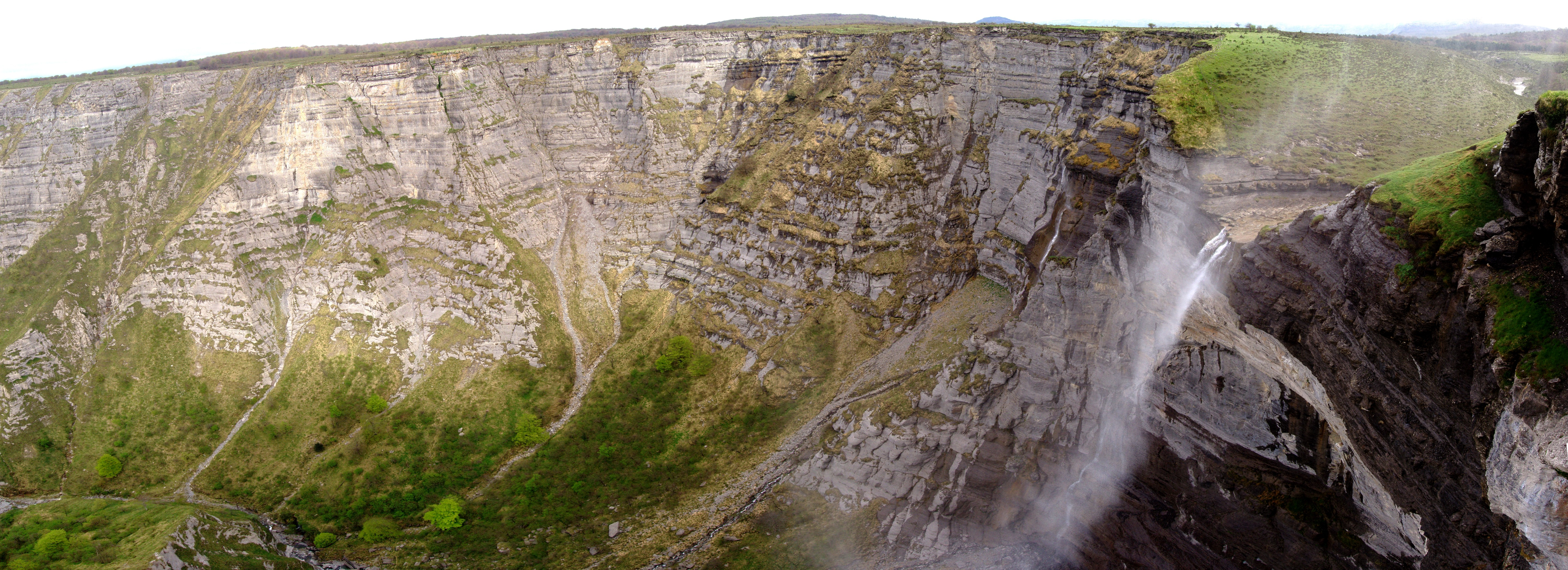
Vue panoramique vers l'est